# Novembre 1997

## Événements
- 1er novembre : plan de sauvetage d'urgence de l'Indonésie.

- 2 - 13 novembre : conférence sur le réchauffement de la terre à Buenos Aires.

- 4 novembre : embargo américain sur le Soudan.

- 8 novembre : détournement du Chang Jiang pour permettre la construction du barrage des trois gorges.

- 9 novembre : changement de premier ministre en Thaïlande.

- 16 novembre : référendum approuvant l'entrée de la Hongrie dans l'OTAN.

- 17 novembre : attentat islamiste meurtrier contre des touristes à Louxor.

- 21 novembre : la Corée du Sud demande 60 milliards de dollars d'aide au FMI.

- 24 novembre : Japon, faillite de Yamaichi, un des quatre grands courtiers en bourse.

- 25 novembre : le finlandais Tommi Mäkinen remporte le championnat du monde de rallyes.

## Naissances
- 6 novembre : Abadi Hadis, athlète éthiopien († 4 février 2020).
- 15 novembre : Leelah Alcorn, adolescente américaine († 28 décembre 2014).
- 17 novembre : Kim Yugyeom, chanteur et danseur sud-coréen, membre du groupe GOT7.
- 19 novembre : Léna Mahfouf, vidéaste web et influenceuse française.